# 4-metilpiridină
4-Metilpiridina sau 4-picolina este un compus organic cu formula chimică C6H7N. Este un lichid incolor care are un miros neplăcut asemănător piridinei. Acesta este utilizată în principal pentru fabricarea 2-vinilpiridinei și a nitrapirinei, un produs chimic agricol.

## Obținere
Este izolată din gudron de cărbune. O metodă de obținere este comună cu cea a 2-picolinei și implică condensarea acetaldehidei și a amoniacului în prezența unui catalizator oxidic. Prin această metodă se obține un amestec de 2- și 4-picoline: